# Moustapha Fall
Moustapha Fall (Paris, 23 de fevereiro de 1992) é um jogador francês de basquete profissional que atualmente joga pelo Olympiacos BC da Liga Grega de Basquetebol (GBL).
Fall jogou na Liga Francesa de 2011 a 2017. Na temporada 2015-16, ele jogou pelo Olympique Antibes, onde liderou a liga francesa. Ele assinou com Élan Chalon para a temporada 2016-17. Nesta temporada, Chalon venceu o Pro A, seu primeiro título nacional.